# Hemiscorpius omo
Espèce
Hemiscorpius omo est une espèce de scorpions de la famille des Hemiscorpiidae.

## Distribution
Cette espèce est endémique du Sud en Éthiopie. Elle se rencontre vers le lac Turkana .

## Systématique et taxinomie
Cette espèce a été décrite par Lourenço et Rossi en 2019.

## Étymologie
Son nom d'espèce lui a été donné en référence au lieu de sa découverte, la vallée de l'Omo.

## Publication originale
- Lourenço & Rossi, 2019 : « The genus Hemiscorpius Peters, 1861 (Scorpiones: Hemiscorpiidae) in Africa and descritpion of a new species from Omo Valley in Ethiopia. » Arachnida - Rivista Aracnologica Italiana, vol. 5, no 21, p. 2-10.